# Nambawi
Die Nambawi ist eine traditionelle koreanische Kopfbedeckung für Männer und Frauen, die in der frühen Zeit der Joseon-Periode (1392–1897) als Kälteschutz getragen wurde. Weitere Namen sind Pungdengi und Nani, oder auch Ieom („bedeckt die Ohren“). Ursprünglich benutzten sie nur Mitglieder der Oberschicht als Alltags-Wintermütze. Sie verbreitete sich jedoch in späterer Zeit der Epoche im allgemeinen Bürgertum. Üblicherweise trugen sie ältere Frauen und solche im mittleren Alter, sowie die Offiziere unter dem Samo (사모, offizieller Hut).

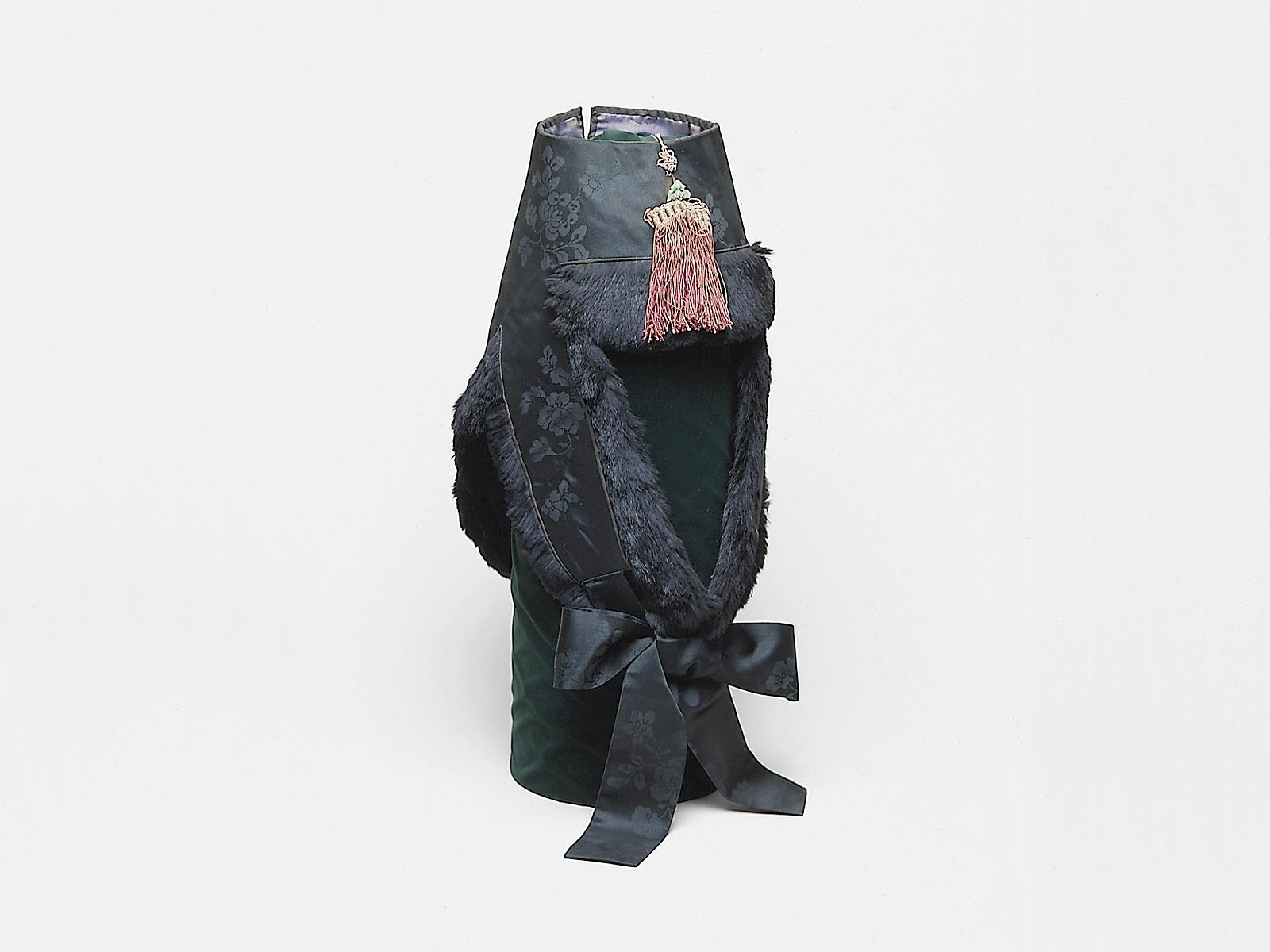
Frauen-Nambawi aus schwarzem Satin mit Fransen

Die Nambawi hat keinen Hutdeckel, sie ist oben offen. Damit unterscheidet sie sich wesentlich von anderen Winterkopfbedeckungen, auch von den ähnlichen koreanischen Formen wie Ayam und Jobawi. Sie schützt jedoch völlig den Vorder- und Hinterkopf, die Ohren und die Wangen. Die Mützenkante ist mit 4 bis 7 Zentimeter breiten Pelzstreifen verbrämt, meist Marderfell. Die Nambawi hat zwei Ohrenklappen und eine lange, den Hals bedeckende Klappe. Unter dem Kinn wird sie mit zwei Seidenbändern gehalten. Der Außenstoff besteht üblicherweise aus einer Dan (단, 緞) genannten Seidenart, manchmal jedoch auch aus Wolle oder Baumwolle. Für das Innenfutter nahm man Flanell oder gelegentlich ebenfalls den wärmeren Wollstoff.
Die gebräuchliche Farbe für den Außenstoff der Herrenmütze war schwarz, während für innen, schwarz, grün oder rot genommen wurde. Es gab jedoch auch auffälligere Außenfarben, von dunkelblau über lila, kastanienbraun, hellviolett bis hellgrün. Für innen wurde auch ein gelb gefärbtes Gewebe verwendet. Das umrandende Fell war in der Regel schwarz, dunkelbraun oder dunkelblau, und die Quasten waren rosa oder hellrosa. Die Nambawi für Frauen waren bunt und luxuriös mit Geumbak (eine Goldblattdekoration) und mit Kranichen, Schmetterlingen, Chrysanthemen, einem Phönix oder anderen glückbringenden Motiven geschmückt.